# یوبیاد
یوبیاد (به لاتین: Ubiad) یک روستا در لهستان است که در Gmina Chełmiec واقع شده‌است.

## خصوصیات
یوبیاد ۵۶۵ نفر جمعیت دارد.